# Britische Unterhauswahl 2005
| Regierung (355): Labour 355 |  | Opposition (290): Conservative 198 LibDem 62 DUP 9 SNP 6 SF 5 * Plaid 3 SDLP 3 UUP 1 Health 1 Respect 1 Unabh. 1 |
| Speaker 1                   |  | |

Zusammensetzung:
^{*} Die Sinn-Féin-Mandate werden in Westminster nicht eingenommen.

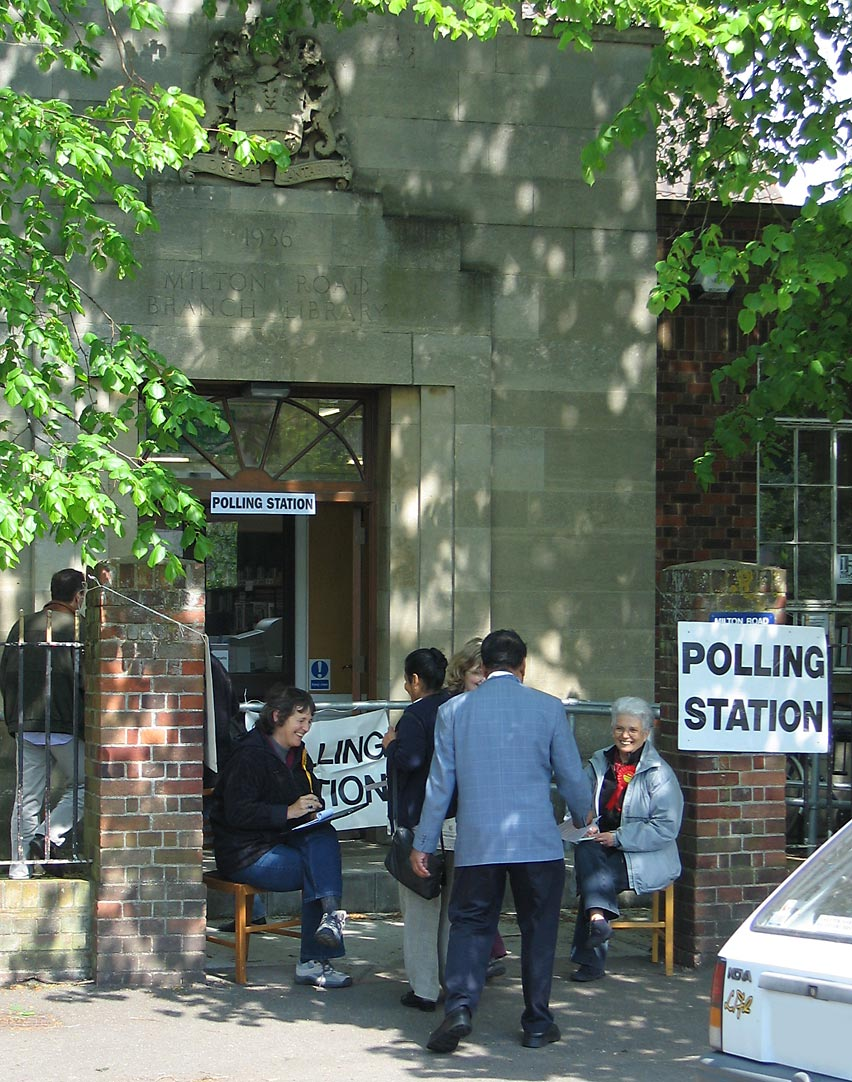
Wahllokal in einer Bezirksbibliothek in Nord-Cambridge

Verhältnis der Stimmen (How you voted) und der Zusammensetzung des Parlamentes (What you got).

Die britische Unterhauswahl 2005 fand am 5. Mai statt. Gewählt wurde in 646 (vorher 659) Wahlkreisen nach einem reinen Mehrheitswahlverfahren. In England und Nordirland fanden am gleichen Tag Lokalwahlen statt. Wahlgewinner war bei einer um 2,0 Prozentpunkte gestiegenen Wahlbeteiligung von 61,4 % die Labour Party, die mit 35,2 % der abgegebenen Stimmen aufgrund des bei den Unterhauswahlen geltenden Mehrheitswahlrechts erneut eine absolute Mehrheit der Sitze errang. Der Amtsinhaber Tony Blair, Premierminister seit 1997, wurde damit in seinem Amt bestätigt:
Die Labour Party büßte bei ihrem historisch-statistischen Sieg – noch nie zuvor konnte Labour drei Wahlen in Folge gewinnen – allerdings (umgerechnet auf die neue Wahlkreiseinteilung) 47 Wahlkreise und damit Mandate im Unterhaus ein und kam auf 356 Sitze. Für den Sieg nötig waren 324 Sitze. Drei relativ junge Minister des Blair-Kabinetts verloren ihre Unterhaussitze an den jeweiligen Gegenkandidaten der Konservativen: Schulminister Stephen Twigg in Enfield Southgate, Chris Leslie, Constitutional Affairs Minister, in Shipley und Gesundheitsministerin Melanie Johnson in Welwyn Hatfield. Der Konservativen Partei unter Herausforderer Michael Howard gelang es nicht, ihren Stimmenanteil signifikant zu steigern (32,3 % der Stimmen); allerdings gewann seine Partei 33 Sitze im Unterhaus dazu und kam damit auf 197 Mandate. Die Liberaldemokraten unter ihrem Vorsitzenden Charles Kennedy steigerten ihren Stimmenanteil mit 22,0 % deutlich; die Zahl ihrer Unterhaus-Mandate wuchs von 51 auf 62. Damit erreichten die Liberalen ihre höchste Zahl an Mandaten seit 1923.
Bei den kleineren Parteien ergaben sich leichte Gewinne von zwei Sitzen für die Scottish National Party (jetzt 6 Mandate) und der Verlust eines Mandates für die walisische Regionalpartei Plaid Cymru (jetzt noch 3 Mandate). Ein ehemaliger Labour-Abgeordneter, George Galloway, errang in Wales gegen seine vormalige Partei ein Mandat als Unabhängiger. Er erhielt nach einem sehr kämpferischen Wahlkampf, in dessen Mittelpunkt die Ablehnung des Irakkriegs stand, im mehrheitlich von Einwanderern bevölkerten Londoner East End einen Sitz für die neu gegründete Partei Respect. Insgesamt waren im neuen Unterhaus drei unabhängige Abgeordnete vertreten, nachdem auch Richard Taylor von der Independent Kidderminster Hospital and Health Concern (IKKH) seinen Sitz verteidigt hatte. Diesen hatte er 2001 mit dem Protest gegen die beabsichtigte Teilschließung eines Krankenhauses im Wahlkreis Wyre Forest (bei Birmingham) gewonnen.
In Nordirland gelangen der radikal-protestantischen DUP unter dem Prediger Ian Paisley erhebliche Stimmen und Mandatsgewinne. Mit nunmehr 9 von 18 nordirischen Sitzen (+ 4) war die DUP die mit Abstand stärkste Kraft dort. Die andere protestantische Partei, die UUP des Friedensnobelpreisträgers David Trimble verlor fünf ihrer sechs Sitze, darunter den Wahlkreis von Trimble selbst. Auf katholischer Seite gewann lediglich der politische Arm der IRA, die Sinn Féin einen Sitz hinzu und stellte somit fünf Sitze. Die gemäßigte SDLP gewann weiterhin drei Wahlkreise.
Insgesamt wurden in Großbritannien mehr als 27 Millionen Stimmen abgegeben, die Wahlbeteiligung betrug damit 61,3 % und lag um 2,0 % höher als im Jahr 2001.

## Ausgangslage
Die zweite Amtszeit von Tony Blair und seiner New Labour-Regierung war weit mehr umstritten als die erste. Mit ähnlich großer Mehrheit wie 1997 konnte die Regierung die Fortsetzung ihrer Reformpolitik ab 2001 zwar durchsetzen, allerdings war die zweite Amtszeit geprägt durch die Terroranschläge am 11. September 2001 und den folgenden Krieg gegen den Terror. Vor allem durch den kontroversen Einsatz britischer Truppen im Irakkrieg sank die Beliebtheit Blairs in der Bevölkerung zusehends.
Laut Gesetz wird das Datum des Wahltages nicht von vornherein festgelegt, so dass die amtierende Regierung die Wahl sehr kurzfristig und vor Ende der Amtszeit ankündigen kann. Am 5. April gab der Premierminister bekannt, dass die Wahl am 5. Mai stattfinden wird und bat Königin Elisabeth II. um die Auflösung des Parlaments. Neuwahlen hätten spätestens im Juni 2006 stattfinden müssen. Es ist jedoch allgemein üblich, dass die amtierende Regierung bereits nach vier Jahren Neuwahlen ankündigt. Dies vor allem, wenn sie eine komfortable Mehrheit besitzt oder von einer wohlwollenden Grundstimmung in der Bevölkerung profitieren will.
Die Anzahl der Wahlkreise in Schottland war für diese Wahl erstmals von 72 auf 59 reduziert worden. Schottland war bis dahin im Vergleich zu den übrigen Landesteilen stark übervertreten, um das Fehlen eines eigenen Parlaments zu kompensieren. Nach der Wiedereinführung des Schottischen Parlaments im Jahr 1999, das über zahlreiche regionale Kompetenzen verfügt, entfiel der Grund für das Privileg. Ab 2005 wurden somit im ganzen Land die Wahlkreise gleichmäßig aufgrund der Bevölkerungszahl ermittelt.

## Wichtige Parteiführer

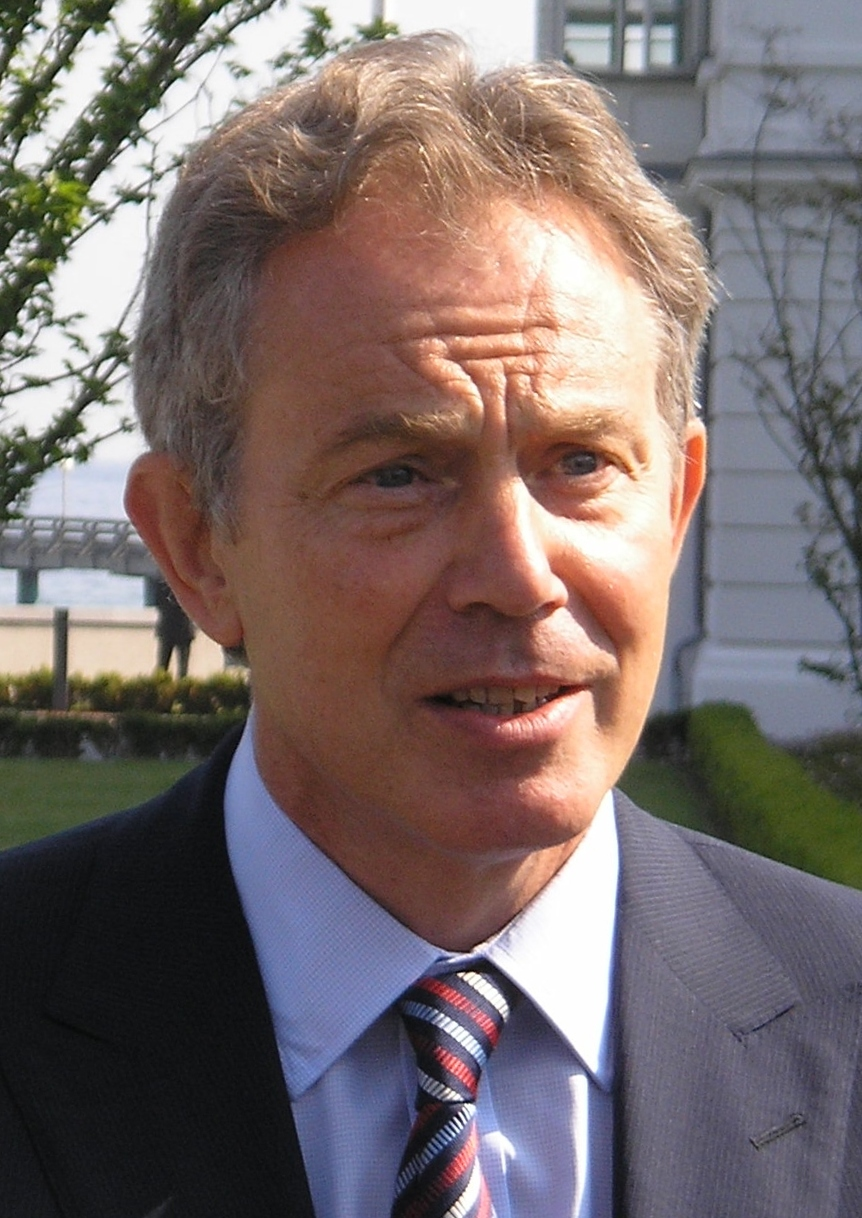
Premierminister Tony Blair (Labour)
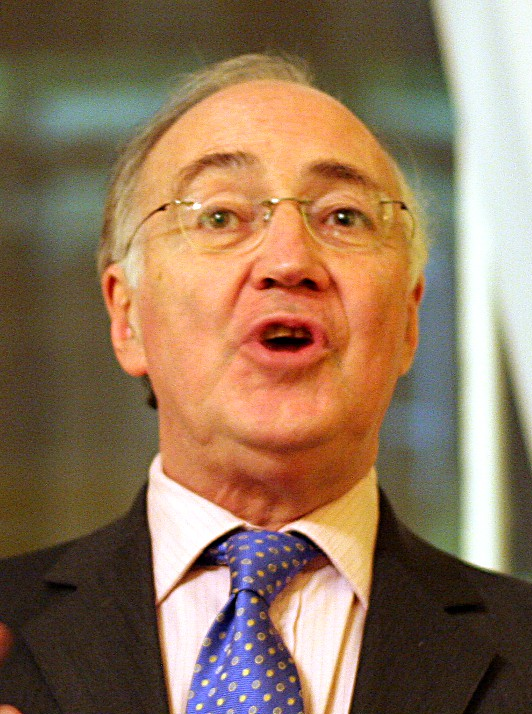
Oppositionsführer Michael Howard (Conservatives)
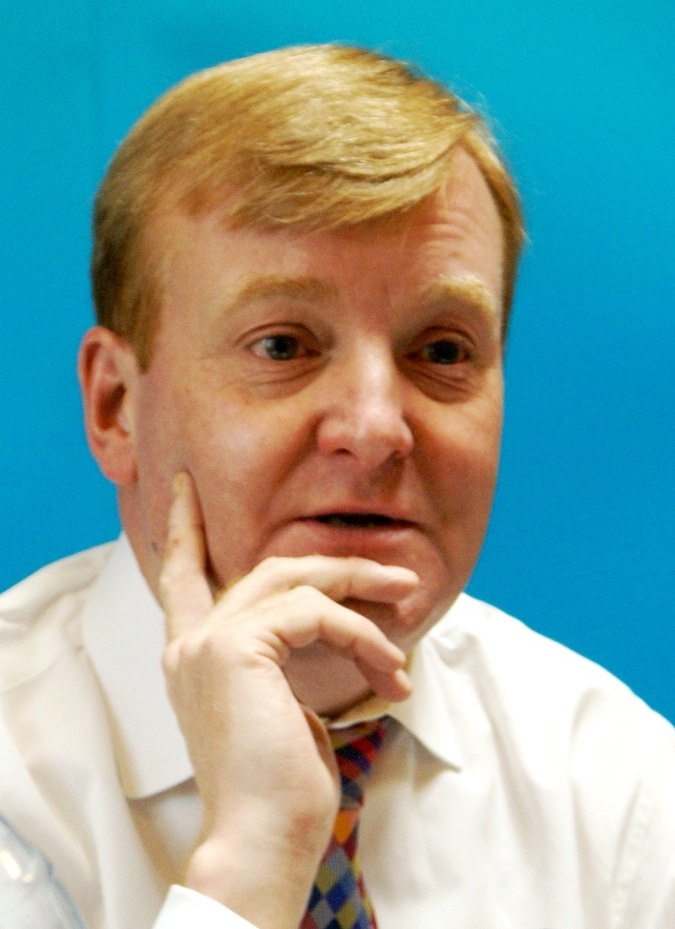
Member of Parliament Charles Kennedy (Liberal Democrats)

## Wahlergebnisse
Im Wahlkreis South Staffordshire konnte am landesweiten Wahltag nicht gewählt werden, da die Kandidatin der Liberaldemokraten nach Anmeldeschluss verstorben war. Die Wahl wurde am 23. Juni 2005 nachgeholt.

Ergebnisse nach Wahlkreisen. Die Farben entsprechen der nebenstehenden Tabelle.

| Partei                | Partei                                                | Stimmen    | Stimmen | Stimmen | Mandate | Mandate |
| Partei                | Partei                                                | Anzahl     | %       | +/−     | Anzahl  | +/−     |
| --------------------- | ----------------------------------------------------- | ---------- | ------- | ------- | ------- | ------- |
|                       | Labour Party                                          | 9.552.436  | 35,2    | −5,5    | 355     | −57     |
|                       | Conservative Party                                    | 8.784.915  | 32,4    | +0,7    | 198     | +33     |
|                       | Liberal Democrats                                     | 5.985.454  | 22,0    | +3,7    | 62      | +11     |
|                       | UK Independence Party                                 | 605.973    | 2,2     | +0,7    | –       | –       |
|                       | Scottish National Party                               | 412.267    | 1,5     | −0,3    | 6       | +1      |
|                       | Green Party of England and Wales                      | 283.414    | 1,0     | +0,4    | –       | –       |
|                       | Democratic Unionist Party                             | 241.856    | 0,9     | +0,2    | 9       | +4      |
|                       | British National Party                                | 192.745    | 0,7     | +0,5    | –       | –       |
|                       | Plaid Cymru                                           | 174.838    | 0,6     | −0,1    | 3       | −1      |
|                       | Sinn Féin                                             | 174.530    | 0,6     | −0,1    | 5       | +1      |
|                       | Ulster Unionist Party                                 | 127.414    | 0,5     | −0,3    | 1       | −5      |
|                       | Social Democratic and Labour Party                    | 125.626    | 0,5     | −0,1    | 3       | –       |
|                       | Unabhängige                                           | 99.691     | 0,4     | –       | –       | –       |
|                       | Respect                                               | 68.094     | 0,3     | +0,3    | 1       | +1      |
|                       | Scottish Socialist Party                              | 43.514     | 0,2     | −0,1    | –       | –       |
|                       | Veritas                                               | 40.607     | 0,1     | +0,1    | –       | –       |
|                       | Alliance Party of Northern Ireland                    | 28.291     | 0,1     | −       | –       | –       |
|                       | Kandidaten ohne Beschreibung                          | 22.958     | 0,1     | –       | 1       | –       |
|                       | Socialist Labour Party                                | 20.167     | 0,1     | –0,1    | –       | –       |
|                       | Liberal Party                                         | 19.068     | 0,1     | –       | –       | –       |
|                       | Independent Kidderminster Hospital and Health Concern | 18.739     | 0,1     | –       | 1       | –       |
|                       | Speaker                                               | 15.153     | 0,1     | –       | 1       | –       |
|                       | Sonstige                                              | 110.760    | 0,3     | −       | −       | −       |
|                       | Gesamt                                                | 27.148.510 | 100,0   |         | 646     |         |
| Wahlberechtigte       | Wahlberechtigte                                       | 44.245.939 |         |         |         |         |
| Wahlbeteiligung       | Wahlbeteiligung                                       | 61,4 %     |         |         |         |         |
| Quelle: UK Parliament |                                                       |            |         |         |         |         |

## Nachwahlen
| Wahlkreis                                                        | Datum      | Ausgeschiedene   | Ausgeschiedene | Nachgerückte    | Nachgerückte |
| Wahlkreis                                                        | Datum      | Name             | Partei         | Name            | Partei       |
| ---------------------------------------------------------------- | ---------- | ---------------- | -------------- | --------------- | ------------ |
| Cheadle                                                          | 14.07.2005 | Patsy Calton     | LD             | Mark Hunter     | LD           |
| Livingston                                                       | 29.09.2005 | Robin Cook       | Labour         | Jim Devine      | Labour       |
| Dunfermline and West Fife                                        | 09.02.2006 | Rachel Squire    | Labour         | Willie Rennie   | LD           |
| Blaenau Gwent                                                    | 29.06.2006 | Peter Law        | unabh.         | Dai Davies      | unabh.       |
| Bromley and Chislehurst                                          | 29.06.2006 | Eric Forth       | Cons           | Bob Neill       | Cons         |
| Ealing Southall                                                  | 19.07.2007 | Piara Khabra     | Labour         | Virendra Sharma | Labour       |
| Sedgefield                                                       | 19.07.2007 | Tony Blair       | Labour         | Phil Wilson     | Labour       |
| Crewe and Nantwich                                               | 22.05.2008 | Gwyneth Dunwoody | Labour         | Edward Timpson  | Cons         |
| Henley                                                           | 26.06.2008 | Boris Johnson    | Cons           | John Howell     | Cons         |
| Haltemprice and Howden                                           | 10.07.2008 | David Davis      | Cons           | David Davis     | Cons         |
| Glasgow East                                                     | 24.07.2008 | David Marshall   | Labour         | John Mason      | SNP          |
| Glenrothes                                                       | 06.11.2008 | John MacDougall  | Labour         | Lindsay Roy     | Labour       |
| Norwich North                                                    | 23.07.2009 | Ian Gibson       | Labour         | Chloe Smith     | Cons         |
| Glasgow North East                                               | 12.11.2009 | Michael Martin   | unabh.         | Willie Bain     | Labour       |
|                                                                  |            |                  |                |                 |              |
| Quelle: House of Commons Library, By-elections results 2005–2010 |            |                  |                |                 |              |

## Wahlanalyse
Laut BBC-Berichterstattung haben 22 % der Wahlberechtigten diesmal New Labour gewählt, was als relativer Anteil von 36 % in das Wahlergebnis eingeht. Dabei haben Briten diesmal Labour nicht wegen Tony Blair, sondern trotz Blair eine Mehrheit der Sitze geschenkt. Selbst 53 % der Labour-Wähler sagten laut Wahlumfrage, dass die Partei Blairs eine verringerte Mehrheit verdient habe und sie sie nur als kleineres Übel bevorzugten, weil die Alternativen noch fürchterlicher seien. Er selber gab zu, das Irakkriegsthema habe die Wählerschaft gespalten und am meisten zu den Sitzverlusten beigetragen. Die Liberaldemokraten (+ 11 Sitze) und Unabhängige (+ 2) konnten davon profitieren. 
Als zweite große Wählerbewegung wurde die Abwanderung der jüngeren Wähler im Alter zwischen 18 und 34 Jahren weg von Labour hin zu den LibDems herausgearbeitet. Dies beruhte außer auf der umstrittenen Kriegsbeteiligungsfrage auf der Verärgerung über die stark gestiegenen Studiengebühren (Student Tuition Fees). Ebenso verlor die Labour Party wegen des Irakkrieges auch unter den britischen Muslimen, einer ihrer traditionellen Wählergruppen, an Zustimmung.
Als dritte Verschiebung gab es vor allem in London und im Südosten Englands eine Wählerwanderung, der vor allem die Tories ihren Zugewinn an 33 Wahlkreisen verdankten. Dennoch konnten diese unter ihrem Vorsitzenden Michael Howard auch zum zweiten Mal in Folge nicht signifikant über das desaströse Ergebnis der Unterhauswahl von 1997 vorstoßen. Dies war auch der entscheidende Grund für die Ablösung Howards durch David Cameron.

## Nach der Wahl
Trotz der großen Verluste konnte Tony Blair eine dritte Labour-Regierung bilden, anders als 1997 und 2001 war aber die Euphorie verflogen und Blair galt nur noch als das geringere Übel. Da dieser schon während des Wahlkampfes angekündigt hatte, dass er nicht die volle Amtszeit regieren wolle, war die größte Frage seiner Regierungszeit, wann er sein Amt abgeben würde. Im Juni 2007 erklärte Blair dann seinen Rücktritt und Schatzkanzler Gordon Brown wurde sein Nachfolger. Dieser musste sich kurz nach Amtsantritt seiner Regierung mit einer globalen Finanzkrise auseinandersetzten, die die Britische Wirtschaft in eine Rezession führen wird. Die darauffolgenden Wahlen im Jahr 2010 enden in einem hung parliament und David Cameron von den Konservativen bildet eine Koalitionsregierung mit den Liberal Democrats.